# Vila Piauí
Vila Piauí é um bairro da cidade brasileira de São Paulo localizado no Jaguara, sob governo da Subprefeitura da Lapa na Zona Oeste de São Paulo.   O bairro possui localização estratégica por estar próximo a Rodovia Anhanguera, sendo assim um bairro que abriga algumas empresas.

## Principais vias
- Avenida Mutinga